# Shibata Naganori
Shibata Naganori est un nom japonais traditionnel ; le nom de famille (ou le nom d'école), Shibata, précède donc le prénom (ou le nom d'artiste).
Shibata Naganori (新発田 長敦, 1538-1580), habituellement connu sous le nom de « Shibata Nagaatsu », est un samouraï de l'époque Sengoku au service du seigneur de guerre Uesugi Kenshin, un des vingt-huit généraux des Uesugi.
Fils de Shibata Tsunasada et frère ainé de Shibata Shigeie, Naganori sert Kenshin depuis les premières campagnes de ce dernier. Au cours du Otate no ran, la lutte de succession qui suit la mort de Kenshin, Naganori soutient Kagekatsu, le fils de Kenshin. Naganori décède de maladie en 1580.